# Shelley Thompson
Pour les articles homonymes, voir Thompson.
Shelley Ann Thompson (née le 8 février 1984 à Langenfeld) est une ancienne joueuse de football allemande. 

## Carrière
Thompson grandit à Monheim am Rhein. Son père est originaire du Zimbabwe, sa mère est sud-africaine. Seul l'anglais est parlé à la maison, Thompson, comme son frère, n'apprend pas l'allemand avant la maternelle. 
En 1989, elle et son frère aîné Marc commencent le football au 1. FC Monheim. Après cinq ans, elle arrive au Fortuna Düsseldorf et joue deux ans dans l'équipe jeunes. Après qu’elle n'est plus autorisée à jouer avec des garçons dans une équipe, elle arrive au Garather SV. Elle rejoint le SG Essen-Schönebeck en 1999, en passant par le SVG Neuss-Weissenberg. Lors de sa dernière année, elle devient championne de Basse-Rhénanie et rejoint immédiatement l'équipe première. Après onze buts dans la première moitié de la saison, elle arrive le 1er janvier 2001 au FCR Duisbourg, pour lequel elle marque au moins dix buts chaque saison. 
Le 6 août 2003, elle joue pour la première fois dans l'équipe nationale allemande. L'adversaire est le Nigeria. Entre septembre 2003 et avril 2004, elle étudie à la Regis University de Denver. Lors de la saison de Bundesliga 2004/05, Thompson est meilleur buteur avec 30 buts. À l'été 2006, elle arrive au Hambourg SV. Après seulement une saison, elle quitte à nouveau le club et signe au VfL Wolfsburg. En dehors du club, elle travaille chez Volkswagen dans le marketing sportif. Le 15 octobre 2009, en raison de « différences irréconciliables », Thompson est libérée de son contrat par le VfL avec effet immédiat. Cependant, elle continue à travailler pour le département marketing du club jusqu'à son passage dans la ligue professionnelle américaine WPS le 19 février 2010, où elle signe un contrat avec un nouveau club, le Beat d'Atlanta. 
Pour la saison 2010/11, elle signe au Bayer Leverkusen, où elle joue pendant deux ans. À la coupe du monde 2011, elle travaille en tant que responsable des médias sur le site de la coupe du monde à Leverkusen. Le 30 juin 2012, Shelley Thompson annonce via Twitter sa signature au SC 07 Bad Neuenahr. En raison de blessures, elle réalise une saison écourtée dans la deuxième équipe de Bad Neuenahr en Bundesliga Sud. Le 28 octobre 2013, elle met fin à sa carrière en raison d'une longue blessure au genou.

## Titres
- Meilleur buteuse du championnat d'Allemagne 2004-2005
- Meilleur buteuse du championnat d'Europe des moins de 19 ans 2003
- Vainqueur de la Coupe Nordic (U-21) 2006

## Vie privée
Shelley Thompson a étudié les médias et la culture à l'université Heinrich Heine de Düsseldorf. Son grand-père était joueur professionnel de Liverpool. Elle est mariée à Frank Aehlig, un fonctionnaire de football. 